# Steven Almeida
Simón Steven Almeida Trinidad (Alvarado, 26 de enero de 1995) es un futbolista mexicano que juega como Delantero en AC Barnechea, de la Primera B de Chile

## Debut
Lo debutó Steven Almeida' con CF Pachuca en el Apertura 2011 entrando al minuto 85 por Mauro Cejas recibiendo al San Luis.

## Estadísticas
Actualizado el 15 de septiembre de 2023.
| C. F. Pachuca · México | 1.ª                 | 2011-12             | 5   | 0  | -  | - | - | - | 5   | 0  |
| C. F. Pachuca · México | 1.ª                 | 2012-13             | 2   | 0  | 7  | 2 | - | - | 9   | 2  |
| C. F. Pachuca · México | 1.ª                 | 2013-14             | 1   | 0  | 7  | 0 | - | - | 8   | 0  |
| C. F. Pachuca · México | 1.ª                 | 2014-15             | 5   | 0  | -  | - | 3 | 1 | 8   | 1  |
| C. F. Pachuca · México | 1.ª                 | A-2016              | 9   | 1  | -  | - | 1 | 0 | 10  | 1  |
| C. F. Pachuca · México | 1.ª                 | C-2016              | 2   | 0  | -  | - | - | - | 2   | 0  |
| C. F. Pachuca · México | Total               | Total               | 24  | 1  | 14 | 2 | 4 | 1 | 42  | 4  |
| Everton · Chile | 1.ª                 | 2016-17             | 22  | 4  | 1  | 0 | - | - | 23  | 4  |
| Everton · Chile | 1.ª                 | 2017                | 6   | 0  | -  | - | 2 | 0 | 8   | 0  |
| Everton · Chile | Total               | Total               | 28  | 4  | 1  | 0 | 2 | 0 | 31  | 4  |
| Mineros · México | 2.ª                 | 2018                | 9   | 0  | -  | - | - | - | 9   | 0  |
| Mineros · México | 2.ª                 | 2018-19             | 27  | 4  | -  | - | - | - | 27  | 4  |
| Mineros · México | Total               | Total               | 36  | 4  | 0  | 0 | 0 | 0 | 36  | 4  |
| Cafetaleros · México | 2.ª                 | 2019-20             | 19  | 1  | -  | - | - | - | 19  | 1  |
| Cafetaleros · México | Total               | Total               | 19  | 1  | 0  | 0 | 0 | 0 | 19  | 1  |
| Cancún F. C. · México | 2.ª                 | 2020-21             | 24  | 4  | -  | - | - | - | 24  | 4  |
| Cancún F. C. · México | 2.ª                 | 2021                | 11  | 0  | -  | - | - | - | 11  | 0  |
| Cancún F. C. · México | Total               | Total               | 35  | 4  | 0  | 0 | 0 | 0 | 35  | 4  |
| A. C. Barnechea · Chile | 2.ª                 | 2023                | 7   | 1  | -  | - | - | - | 7   | 1  |
| A. C. Barnechea · Chile | Total               | Total               | 7   | 1  | 0  | 0 | 0 | 0 | 7   | 1  |
| Total en su carrera | Total en su carrera | Total en su carrera | 149 | 15 | 15 | 2 | 6 | 1 | 170 | 18 |
| (1) Incluye datos de la Copa MX y Copa Chile. (2) Incluye datos de la Liga de Campeones de la Concacaf y Copa Sudamericana. |                     |                     |     |    |    |   |   |   |     |    |

## Palmarés
| Título           | Club    | País   | Año  |
| ---------------- | ------- | ------ | ---- |
| Liga Bancomer MX | Pachuca | México | 2016 |